# Marla (Australie-Méridionale)
Pour les articles homonymes, voir Marla.
Marla est une ville située dans l’État d’Australie-Méridionale. Elle compte 243 habitants. C’est la première localité de l’État que la Stuart Highway traverse en arrivant du Territoire du Nord.

## Source
- (en) Cet article est partiellement ou en totalité issu de l’article de Wikipédia en anglais intitulé « Marla, South Australia » (voir la liste des auteurs).